# Moulin à vent de Marzan
Le moulin à vent de Marzan est situé au bout de la route « Les moulins du bourg », à  l'ouest du bourg de Marzan dans le Morbihan.

## Historique
Le moulin à vent de Marzan fait l’objet d’une inscription au titre des monuments historiques depuis le 14 mai 1937.